# Суданска роза
Суданска роза (Hibiscus sabdariffa), известна още като хибискус каркаде, хибискус сабдарифа, е храстовидно растение, което произхожда от Азия, най-вероятно между Судан и Западна Африка. Расте в топлите тропични и субтропични райони.

## Наименования и етимология
Растението суданска роза и неговите плодове имат различни имена по света.
- cây quế mầu или cây bụp giấm или cây bụt giấm – на виетнамски език
- Gal•da – между Гарос
- Karkadeh (كركديه) – на арабски език
- krachiap (กระเจี๊ยบ) – на тайландски език
- luoshen – в Китай
- luoshen hua (洛神 花) – на китайски език
- Okhreo – сред Maos (Maos)
- Pulicha Keerai (புளிச்சகீரை) – на тамилски език
- Saril или Ямайско цвете (flor de Jamaica) – в Централна Америка
- Sillo Sougri – сред мейтей (етническа група в Манипур)
- Sorrel – в много части на Карибите
- yakuwa (за растението), gurguzu (за семената) и zoborodo или zobo (плодовете) – сред народа хауса от Северна Нигерия
- амбади (ambadi) – сред индонезийската общност Ya Pung и индийския щат Махаращра
- амиле (Amile) – сред Читагонгските хълмове
- белчанда (बेलचण्डा) – в Непал
- гонгура (gongura) – на езика телугу в Индия
- дачанг (dachang) – на езика Atong (Sino-Tibetan)
- исапа (Isapa) – сред народа йоруба в Югозападна Нигерия
- Мвита (mwita) – сред бодосите (етническа група в Индия)
- розела – в Австрия
- Тенгамора и Mwitha – сред Бодо общностите на Асам
- Хансеронг (Hanserong) – сред Карби (Karbi)

Търговски наименования са „коноп Розела“, „Сиамска юта“, „юта от Ява“.
В Източна Индия и Бангладеш растението е известно като чукой (চুকৈ), което буквално означава „кисело“ в много диалекти на Бангладеш.
На бирмански език се нарича „брадичка“ (ချဉ် ပေါင်).
В Ямайка и повечето острови в Западна Индия се нарича „киселец“ (sorrel), заради своя вкус.

## Описание
Това е едногодишно или многогодишно тревисто растение или храст с дървесна основа, растящо до 2 – 2,5 m височина. Листата са дълбоки разделени на три до пет дяла, дълги 8 – 15 cm, подредени последователно по стъблата. Цветовете са с диаметър 8 – 10 см, бели до бледожълти, с тъмночервено петно в основата на всяко венчелистче и имат здрава месеста чашка в основата, 1 – 2 см широка, разширяваща се до 3 – 3,5 см, месеста и яркочервена с узряването на плода. Плода узрява за около шест месеца.

## Употреба
Суданската роза има разнообразно приложение – като декоративно растение, в производството на влакна за корди и платове, в медицината, като оцветител, билков чай, салата, сладко и консерви, и др.
Заради големите си красиви цветове суданската роза е популярно декоративно растение.
В Индия растението се култивира предимно за производството на влакна, използвани в корда, направени от неговото стъбло. Влакното може да се използва като заместител на юта при груб конопен плат.
Хибискусът, по-специално Hibiscus roselle, се използва в народната медицина като диуретик и леко слабително.
Използва се в производството на ликови влъкна.
Червените цветове са отлична добавка за червените вина, както и в боите за коса.

### Напитка
След като прецъфти цветът, чашката започва да нараства и се увеличава 5 – 6 пъти, става сочна и месеста. Чашките, заедно със зрелите плодове, се сушат и ползват за чай, известен като каркаде. Чаят има приложение с инфузия, запарване – заливане на сместта с вряла вода, за да се извлекат съставките ѝ.

## Производство
Най-големите производители на суданска роза в света са Китай и Тайланд, които контролират голяма част от световните доставки. Най-добрата продукция в света идва от Судан и Нигерия, но количеството е малко. Мексико, Египет, Сенегал, Танзания, Мали и Ямайка също са важни доставчици, но производството се използва най-вече за вътрешна консумация, а не за износ.
В индийския субконтинент (особено в района на делтата на река Ганг), суданската роза се отглежда за растителни влакна. В региона растението се нарича mešta или meshta. Повечето от влакната му се консумират на местно ниво. Въпреки това, влакното (както и резниците или основите) от растението има голямо търсене в производството на естествени влакна.
Суданската роза е сравнително нова култура за създаване на индустрия в Малайзия. Внесена е в началото на 90-те години на миналия век, а търговското му засаждане е насърчено за първи път през 1993 г. от Министерството на земеделието в Теренгану (щат в Малайзия). Засадените площи са били 30 акра през 1993 г. и непрекъснато се увеличават достигайки 1000 акра до 2000 г. Сега засадената площ е по-малко от 400 акра годишно, засадени с два основни сорта. Теренгану е първият и най-голям производител, но сега производството е разпространето повече в други държави. Въпреки намаляващата площ през последното десетилетие или повече, суданската роза добива все повече популярност като про-здравна напитка. В малка степен пресните плодове също се преработват в сладка туршия, сосове, компоти, желе и сладко. Използват се и за оцветяване на по-безцветните плодови консерви – от ананас, например.

## Фитохимикали
Листата на суданската роза са добър източник на полифенолни съединения. Основните идентифицирани съединения включват неохлорогенна киселина, хлорогенна киселина, криптохлорогенна киселина, кофеоилшикимова киселина и флавоноидни съединения като кверцетин, каемпферол и техните производни. Цветовете са богати на антоцианини, както и на протокатехуена киселина. Изсушените калици (чашковидни плодове) съдържат флавоноидите госпетитин, хибисцетин и сабдаретин. Основният пигмент, по-рано докладван като хибисцин, е идентифициран като дафнифилин. Присъстват малки количества миртилин (делфинидин 3-моноглукозид), хризантенин (цианидин 3-моноглукозид) и делфинидин. Семената са добър източник на разтворими в липиди антиоксиданти, по-специално гама-токоферол.

### Лечебни свойства
Цветовете на каркадето съдържат много антиоксиданти, различни киселини – аскорбинова, ябълчена, лимонена, въглехидрати, антоциани, пектин, калций, хром, витамин С.
Каркадето помага за понижаване на теглото, което го прави идеална съставка на множество добавки, при диети за отслабване. То има адстрингентно (уплътнява тъканите и намалява секрециите), антибактериално, диуретично, слабително действие, подпомага храносмилането. Хибискусът се прилага под формата на чай. Най-често той се приема при лечението и профилактиката на следните състояния:
- понижава кръвното налягане;
- намалява риска от инсулт и инфаркт;
- предпазва бъбреците;
- помага за понижаване на теглото.